# Thomas T. Sekine
Thomas T. Sekine (* 22. November 1933 in Tokio; † 16. Januar 2022) war ein japanischer Ökonom und gilt als einer der bedeutendsten Theoretiker auf dem Gebiet der marxschen Werttheorie. Sein Hauptwerk The Dialectic of Capital erschien 1986. Er war ein Schüler von Kozo Uno.

## Publikationen (Auswahl)

### Hauptwerk
- Thomas T. Sekine: The Dialectic of Capital. A Study of the Inner Logic of Capitalism, 2 Bde. (vorläufige Ausgabe), Tokio 1986; ISBN 4-924750-33-6 (Bd. 1), ISBN 4-924750-34-4 (Bd. 2).

### Weitere Publikationen
- Thomas T. Sekine: An Outline of the Dialectic of Capital, 2 Bde., London, New York 1997; international: ISBN 0-333-66677-1 (Bd. 1), ISBN 0-333-66678-X (Bd. 2); Nordamerika: ISBN 0-312-17559-0 (Bd. 1), ISBN 0-312-17560-4 (Bd. 2), ISBN 0-312-17558-2 (Satz).
- Thomas T. Sekine: Towards a Critique of Bourgeois Economics, hrsg. v. John R. Bell, Owl of Minerva Press 2013. (Hardcover ISBN 978-3-943334-00-5, doi:10.4444/34.20.)